# 胡世寧
胡世寧（1468年—1530年），字永清，號靜菴，浙江仁和縣（今杭州市）人，明朝政治人物，弘治癸丑進士，嘉靖初累官兵部尚書。

## 生平

### 弘治正德年間
胡世寧為人性情剛直不畏強權，且善於用兵。弘治五年（1492年）中式壬子科浙江鄉試第二名舉人，弘治六年（1493年）聯捷癸丑科進士，獲授湖廣德安府推官。岐王朱祐棆就藩之初，縱容屬下驕橫，胡世寧進行裁決遏制。
升南京刑部主事，曾經上疏建議邊疆防備十策，當時明孝宗已經病重，但仍點頭稱讚。升南京刑部郎中，時與李承勛、魏校、余祐善等人有「南都四君子」之譽。遷廣西太平府知府，并遏制太平州知州李濬殺掠吏民，平定思明叛族黃文昌四世叛亂。因母喪歸鄉。除服後復官，路經滄州，遇到流寇攻城，其參與到防禦定計中，流寇圍城七日后不得而離去。任寶慶府知府，岷王及鎮守中官王潤均畏懼其威嚴。正德七年（1512年）九月升江西副使、整饬撫州東乡等处兵备，其與都御史俞諫討平王浩八叛亂。
當時，寧王朱宸濠驕橫，并欲謀反，官員均恐懼不敢言，胡世寧則上奏稱其變，請派遣官員去調查鎮撫。兵部尚書陸完贊同其主張并派遣俞諫。朱宸濠聽後大怒，并列胡世寧罪并賄賂朝廷權貴，意在殺死他。右都御史李士實是朱宸濠黨羽，於是與左都御史石玠上疏稱胡世寧誣陷，於是命錦衣衛逮捕胡世寧。當時胡世寧已經升任福建按察使，朱宸濠遂誣陷其逃跑，命浙江巡按潘鵬逮捕他并送往江西。潘鵬逮捕胡世寧家人，并索要其人。李承勛則為按察使，暗中保護他。胡世寧於是亡命逃亡京師，并投錦衣獄。獄中他三次上疏稱朱宸濠謀反，都沒有得到批復。言官程啟充、徐文華、蕭鳴鳳、邢寰等交相論救，楊一清亦以危言說動錢寧，於是胡世寧被貶戍瀋陽。
四年后，朱宸濠果然謀反，胡世寧從戍地中起為湖廣按察使，不久升都察院右僉都御史、巡撫四川。途中，聞明世宗繼位，上疏舉薦魏校、何瑭、邵銳為講官；林俊、楊一清、劉忠、林廷玉可輔弼；知府劉蒞、徐鈺先為諫官且有聲為，可擢用。建議治理松潘叛亂的方略，得到批准。又彈劾副總兵張傑、中官趙欽。兩個月后，召為吏部右侍郎，未上任，父喪丁憂歸鄉。

### 嘉靖年間
嘉靖之初，大禮議爆发。胡世寧支持張璁，并上疏乞早定追崇「大禮」。召為兵部左侍郎，期間曾經上疏險塞利害二十五事。改為南京吏部侍郎，升南京工部尚書。入為左都御史，加太子少保。改刑部尚書，當時王瓊欲加害陳九疇為死罪，胡世寧論救而得戍。
嘉靖七年（1528年），兵部尚書王時中被罷免，胡世寧替代，加太子太保。因病辭職，數月後，起為南京兵部尚書。嘉靖九年（1530年）九月，胡世寧卒，享年六十三，朝廷追贈少保，諡端敏。

## 家族
曾祖胡祺。祖父胡暠。父胡瑢。母馮氏。具庆下。兄世康。弟世贤、世良。

## 延伸阅读
[在维基数据编辑]
 《國朝獻徵錄·卷之三十九》，出自焦竑《國朝獻徵錄》
 《明史卷一百九十九》，出自《明史》